# Amsteltram

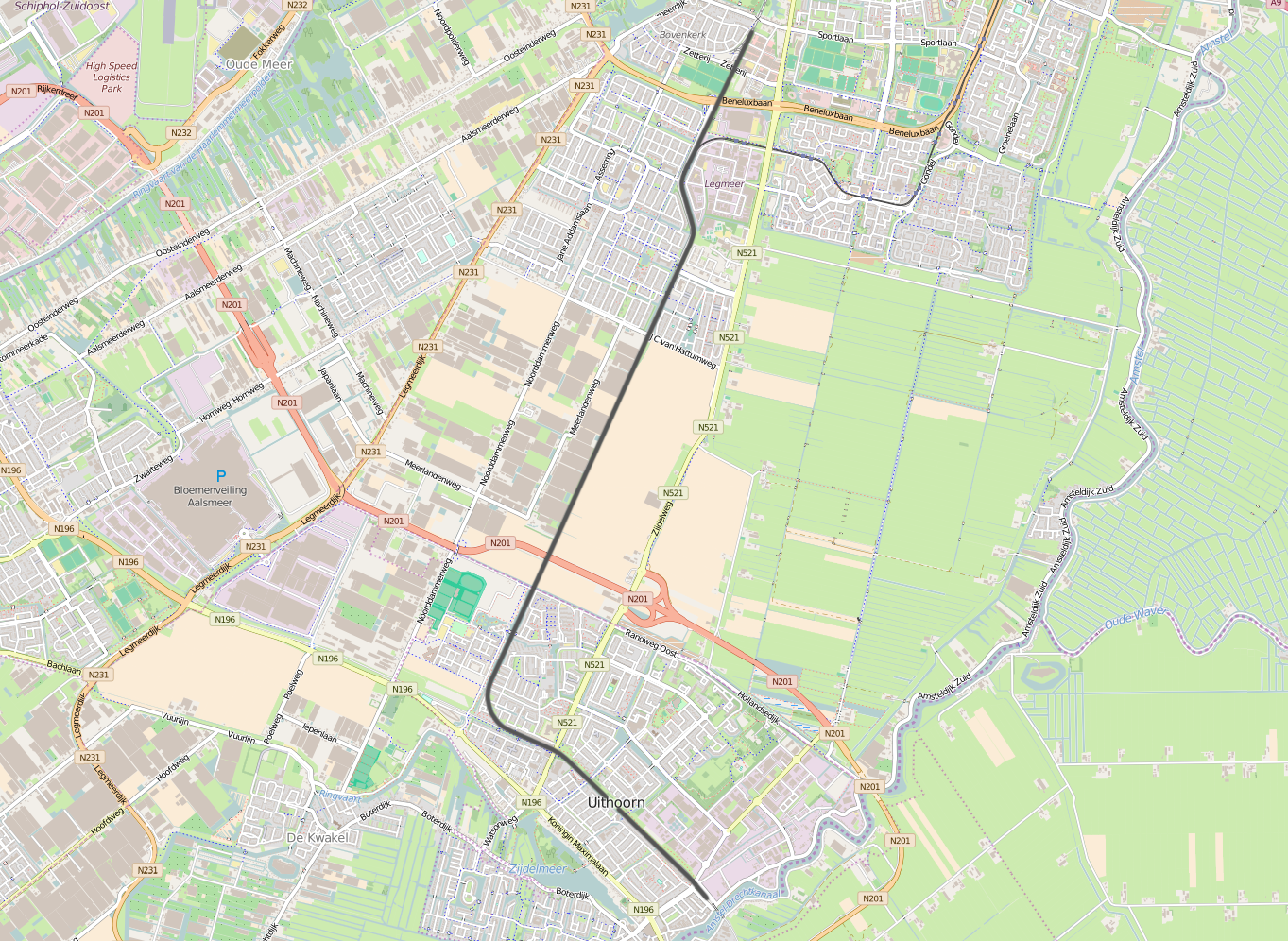
De tramlijn Amstelveen Westwijk – Uithoorn volgt het tracé van de vroegere spoorlijn Bovenkerk - Uithoorn.

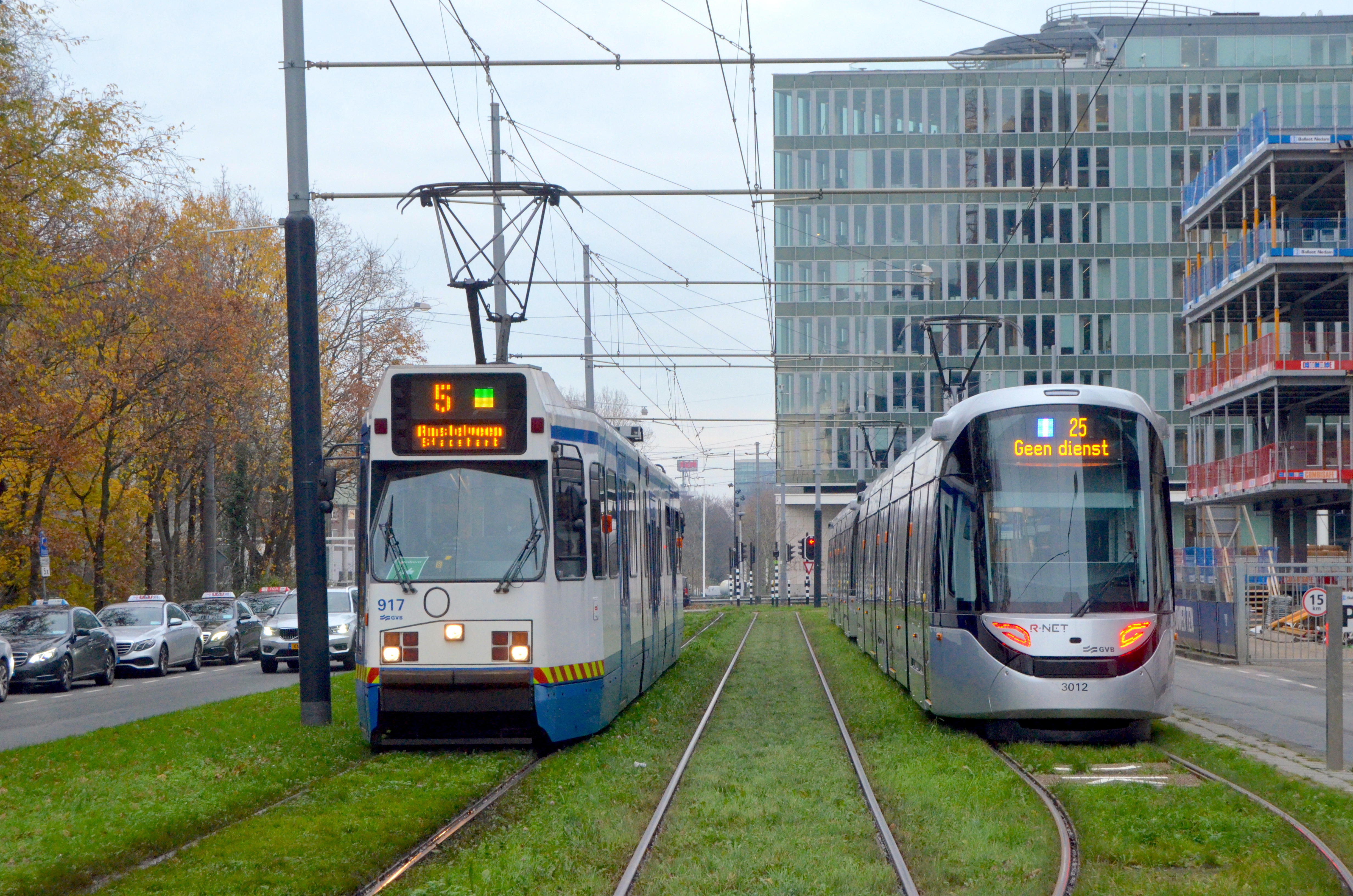
Tramlijnen 5 en 25 op de Strawinskylaan, met een 11G en 15G tram; 8 december 2020.

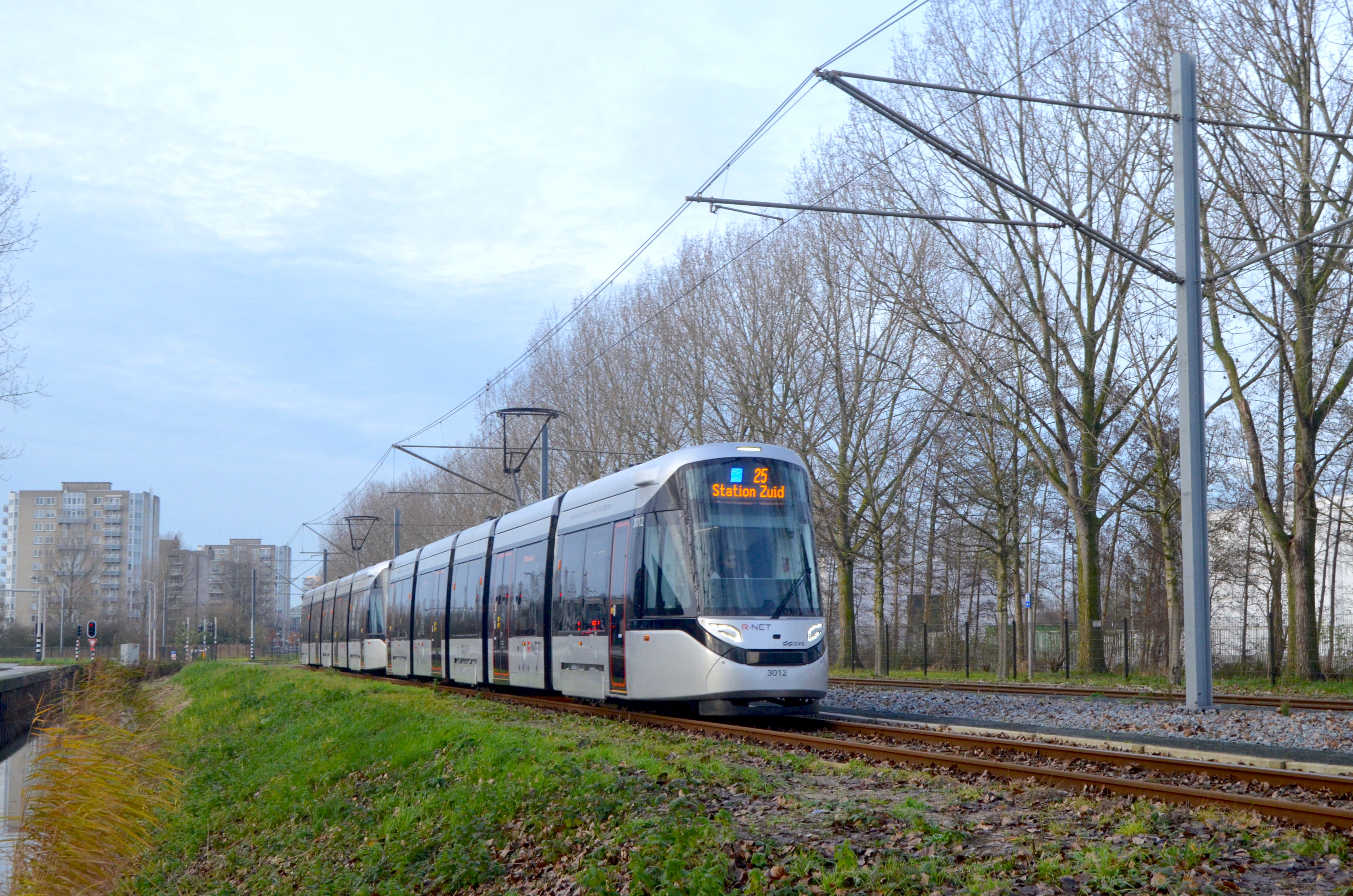
Tramlijn 25 met 15G tram op de openingsdag bij de voormalige halte Amstelveen Spinnerij; 13 december 2020.

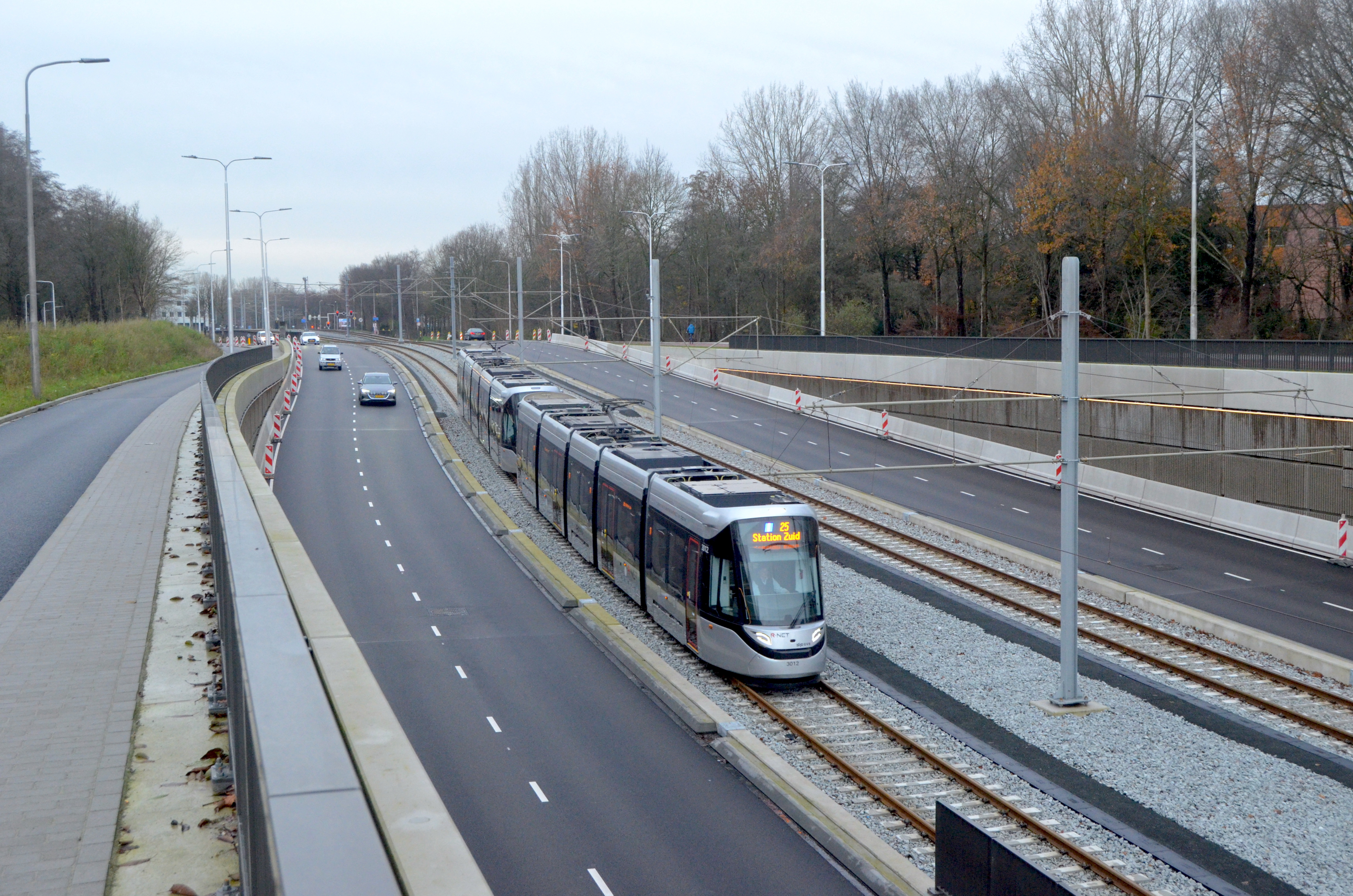
Tramlijn 25 met 15G tram op de openingsdag bij de halte Amstelveen Sportlaan; 13 december 2020.

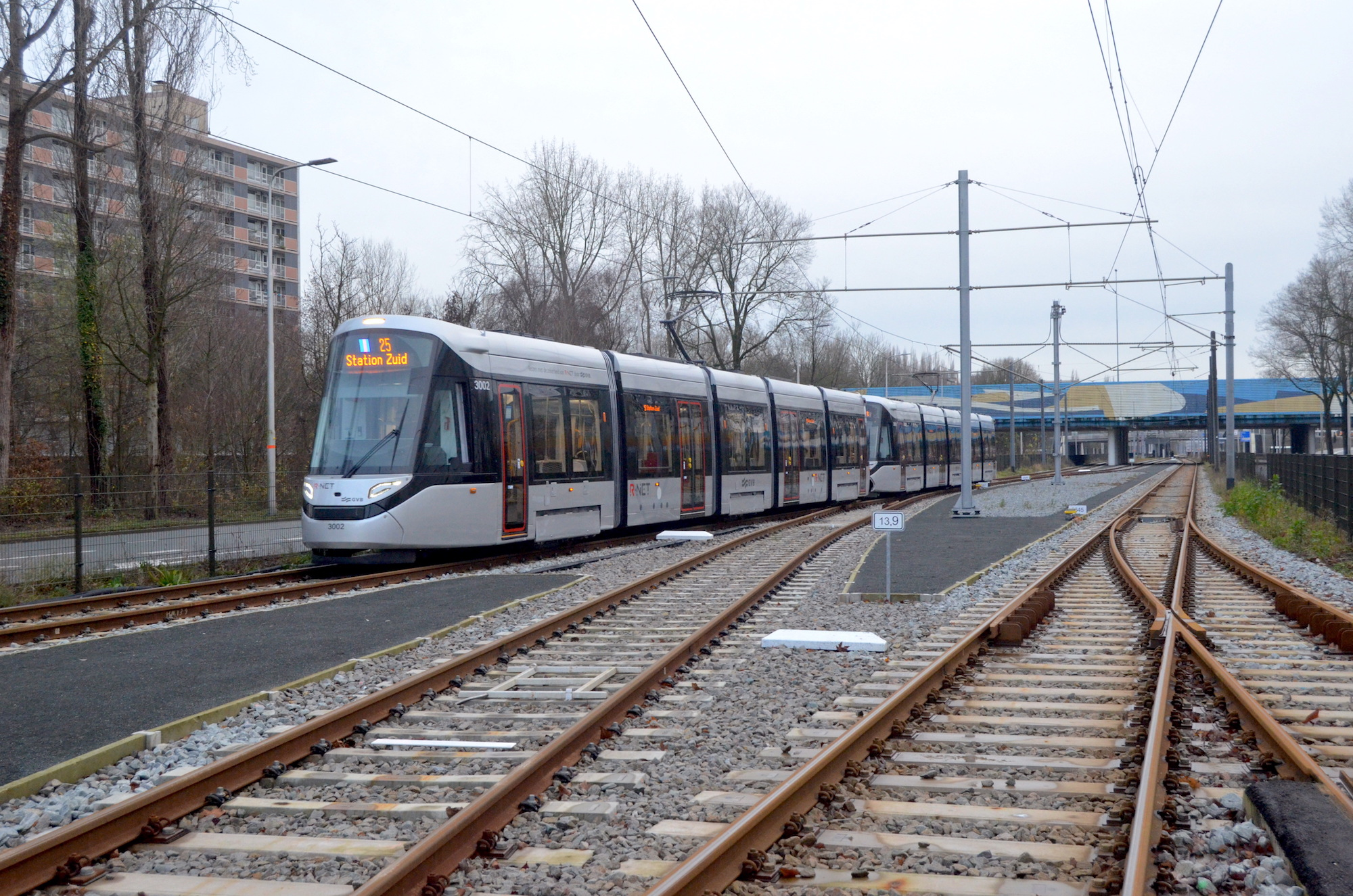
Tramlijn 25 met 15G tram op de openingsdag bij de voormalige halte Amstelveen Centrum; 13 december 2020.

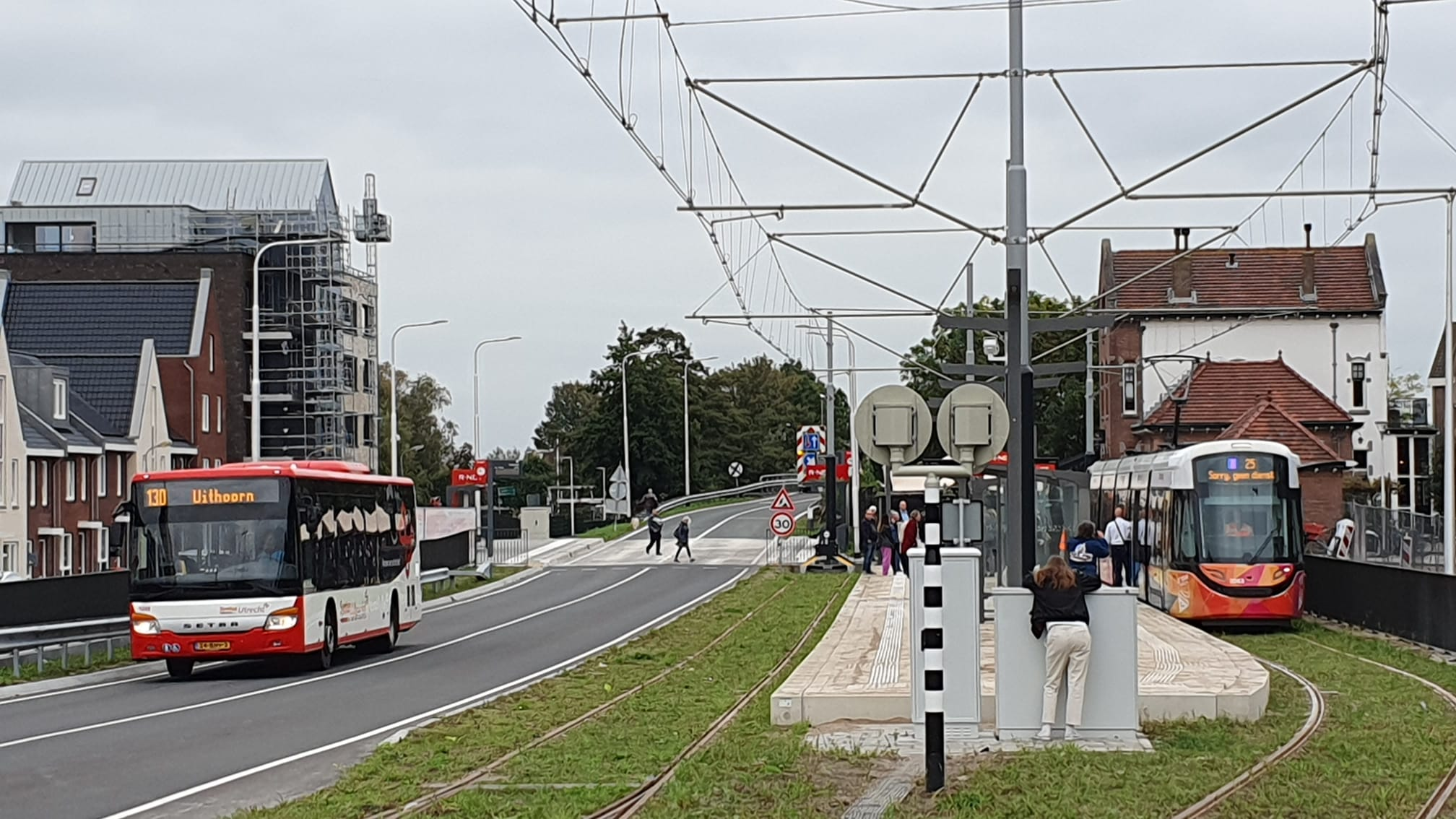
Testritten met de Amsteltram bij halte Uithoorn Centrum; 9 oktober 2023.

De Amsteltram of tramlijn 25 is een tramlijn tussen station Amsterdam Zuid – Buitenveldert – Amstelveen Centrum – Amstelveen Westwijk – Uithoorn. De lijn is in de plaats gekomen van de per 3 maart 2019 uit Buitenveldert en Amstelveen verdwenen sneltramlijn 51 die daar tijdelijk vervangen is door buslijn 55. De bestaande tramlijn 5 blijft na de komst van de Amsteltram gehandhaafd. Sinds 13 december 2020 rijdt de Amsteltram onder lijnnummer 25 tussen Station Zuid (Strawinskylaan) en Amstelveen Westwijk. De verlenging van Westwijk naar Uithoorn is in dienst gekomen op 21 juli 2024.

## Verbouwing van de Amstelveenlijn tot Amsteltram

### 'Hoogwaardige' Amstelveenlijn
Op 9 februari 2012 besloten de Stadsregio Amsterdam, de gemeente Amsterdam, Amstelveen en stadsdeel Zuid 225 miljoen euro te investeren in een vernieuwde, 'hoogwaardige' tramverbinding tussen Amsterdam-Zuid en Amstelveen.
De bedoeling van dit besluit was dat de bestaande hoogvloerse tram Amstelveenlijn betrouwbaarder, sneller en comfortabeler wordt. Amstelveen en de zuidelijk daarvan gelegen gemeenten krijgen daarmee een verbeterde verbinding met de Zuidas, de trein en de Noord/Zuidlijn. Ook het Rijk draagt minimaal 75 miljoen euro bij aan het project.
De tram zou berekend moeten zijn op een groeiend aantal reizigers. Belangrijk aandachtspunt in het ontwerp is het verbeteren van de verkeersveiligheid en de doorstroming op belangrijke kruisingen.
Het definitieve besluit tot verbouwing vond eind 2015 plaats en werd in februari 2016 door de verkeerswethouders van Amsterdam en Amstelveen ondertekend. Op 20 maart 2017 werd de verbouwing definitief gegund aan de aannemerscombinatie VITAL. Op 11 september 2019 werd bekendgemaakt dat de opvolger van lijn 51 het lijnnummer 25 krijgt.

### Vervanging infrastructuur
Ter vervanging van het oude materieel uit 1990 met een 'hoge vloer', zijn op de nieuwe lijn lagevloertrams van het type 15G gaan rijden met een breedte van 2,40 m en een lengte van 30 meter en een capaciteit van circa 250 passagiers. Op het tracé van Station Amsterdam Zuid – Amstelveen – Uithoorn kunnen de trams met een totale lengte van 60 meter gekoppeld rijden. Op het tramnet in de stad Amsterdam is dat niet mogelijk, behalve sinds 2020 bij de IJtram.
Om de reistijd te verkorten, de betrouwbaarheid te verbeteren en de veiligheid op kruisingen te verhogen zijn diverse maatregelen genomen. Tussen Station Zuid en Westwijk zijn de haltes De Boelelaan / VU, Amstelveen Centrum, Marne, Gondel en Spinnerij vervallen.
De halte A.J. Ernststraat is samengevoegd met De Boelelaan / VU. Ter compensatie van het verdwijnen van halte Marne is halte Sportlaan 150 meter in zuidelijke richting verplaatst. De kruisingen van de Beneluxbaan met de Rembrandtweg (halte Kronenburg), Zonnestein en Sportlaan zijn ongelijkvloers gemaakt. Daarbij zijn de Beneluxbaan en het tramtracé verlaagd om een onderdoorgang met de kruisende straat mogelijk te maken. Ten behoeve van afbuigend verkeer heeft de Beneluxbaan nieuwe op- en afritten aan weerszijden van deze kruisingen gekregen. Voor de nieuwe lagevloertrams is in de Legmeerpolder, ten zuiden van halte Westwijk, een opstelterrein aangelegd, langs de toekomstige verlenging naar Uithoorn waartoe in 2016 werd besloten.
Aan de zuidzijde van station Amsterdam Zuid is een nieuwe HOV-halte gepland in de Arnold Schönberglaan. Deze komt te liggen boven op de tunnel van de ondergronds te brengen zuidelijke rijbaan van de Ringweg A10. Lijn 5 buigt van hier af via de Beethovenstraat naar de huidige route. De haltes Parnassusweg en Strawinskylaan komen dan te vervallen als gevolg van deze routewijziging. Omdat de aanleg van het Zuidasdok vele jaren vertraagd is, wordt voorlopig de bestaande route gevolgd via de halte Parnassusweg naar de Strawinskylaan aan de noordkant van Station Zuid (eindhalte Amsteltram).

### De verbouwing in 2019-2020
De verbouwing startte in het voorjaar van 2019, vanaf 3 maart 2019 is lijn 51 tussen station Zuid en Amstelveen Westwijk gedurende de werkzaamheden vervangen door buslijn 55 (tot 12 december 2020). 
Uitgangspunt was dat de verbinding van Amstelveen Stadshart naar Amstelstation en Leidseplein de hele periode van de bouw van het Zuidasdok en verbouwing in Buitenveldert en Amstelveen in bedrijf zou blijven totdat de nieuwe lijn gereed is. Tramlijn 5 is gewoon blijven rijden tussen station Zuid en Stadshart Amstelveen. Door de toegenomen drukte op lijn 5 werd er met ingang 27 mei 2019 een spitsdienst tramlijn 6 ingesteld op het drukste traject tussen station Zuid en Stadshart Amstelveen. Deze dienst werd opgeheven per 9 november 2020 (laatste rit op 6 november 2020).
In enkele weekeinden in maart, april en juni en zes weken in de zomer van 2019 (14 juli t/m 26 augustus) kon lijn 5 hier niet rijden wegens spoorwerkzaamheden. Ook in 2020 kon lijn 5 enkele weekenden niet rijden voorbij Station Zuid. Deze werd gedurende de werkzaamheden vervangen door buslijn 45. In de perioden dat lijn 5 niet kon rijden werden de nieuwe laaggelegen sporen bij Kronenburg en Zonnestein aangesloten en werden de hooggelegen perrons van de vroegere lijn 51 in Buitenveldert vervangen door laaggelegen perrons voor de nieuwe lijn 25.
De vernieuwde tramlijn naar Amstelveen werd op 13 december 2020 in gebruik genomen.

### Materieel
Voor de vernieuwde tramlijn naar Amstelveen zijn nieuwe tweerichtingtrams aangeschaft. Dit is de serie 15G, die de serie 11G (901-920) heeft vervangen. Voor de vervanging van de in 2019 naar het metronet verplaatste sneltrams (45-69 en 70-73) is in 2023-2024 een nieuwe serie metromaterieel afgeleverd.

## Uithoornlijn
Op 31 mei 2016 besloot de Stadsregio Amsterdam de Amstelveenlijn door te trekken naar Uithoorn. Voor deze Uithoornlijn is de spoordijk van de voormalige spoorlijn Bovenkerk – Uithoorn gebruikt. Het dijklichaam van de vroeger gedeeltelijk enkelsporige lijn is verbreed voor dubbelspoor. Voorts wordt de N201 overbrugd met een viaduct. De aanleg van deze 3,9 kilometer lange verlenging vergde een investering van 60 miljoen euro. Een aantal kruisingen wordt beveiligd met spoorbomen.
Er zijn drie haltes in Uithoorn: Aan de Zoom, Uithoorn Station (bij het busstation) en eindpunt Uithoorn Centrum. De eindhalte is bij het oude stationsgebouw van Uithoorn van de vroegere Haarlemmermeerspoorlijnen. In Amstelveen is tussen Westwijk en het viaduct over de N201 een nieuwe halte voorzien als de bebouwing van een nieuw bedrijventerrein verder zuidwaarts ontwikkeld zal zijn. 
Een definitief besluit over de verlenging werd in het najaar van 2016 genomen. Na de goedkeuring startte de aanbesteding van de lijn in 2018, waarna de lijn tussen 2019 en 2024 gerealiseerd is. Op 13 oktober 2016 stemde de gemeenteraad van Uithoorn in met het bovengenoemde voorkeursbesluit. De regioraad van de Vervoerregio Amsterdam heeft dinsdag 13 december met dit besluit ingestemd. Eerder al hebben de gemeenteraden van Uithoorn (13 oktober) en Amstelveen (9 november) en Provinciale Staten van de provincie Noord-Holland (12 december) ingestemd met de voorkeursvariant.
Op 25 april 2018 werd bekendgemaakt dat de verbinding Station Zuid – Amstelveen – Uithoorn de naam 'Amsteltram' krijgt.
De lijn is op 20 juli 2024 feestelijk geopend waarbij belangstellenden gratis tussen de drie Uithoornse haltes konden reizen, de dag erna ving de reguliere dienstregeling tussen Amsterdam en Uithoorn aan.

### Aanleg van de Uithoornlijn

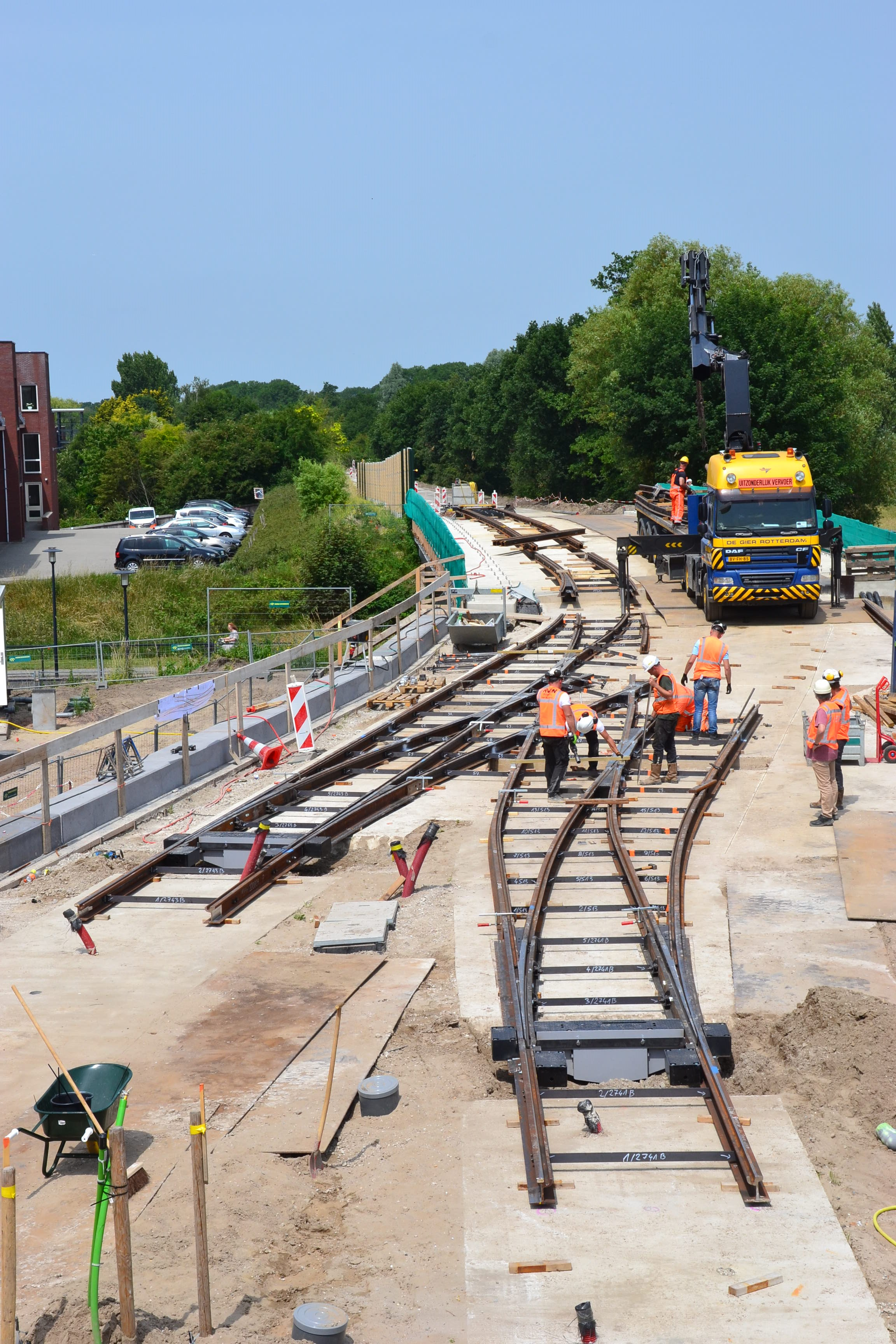
Aanleg van een kruiswissel bij de eindhalte Uithoorn Centrum, vlak bij het oude station Uithoorn; juni 2022.
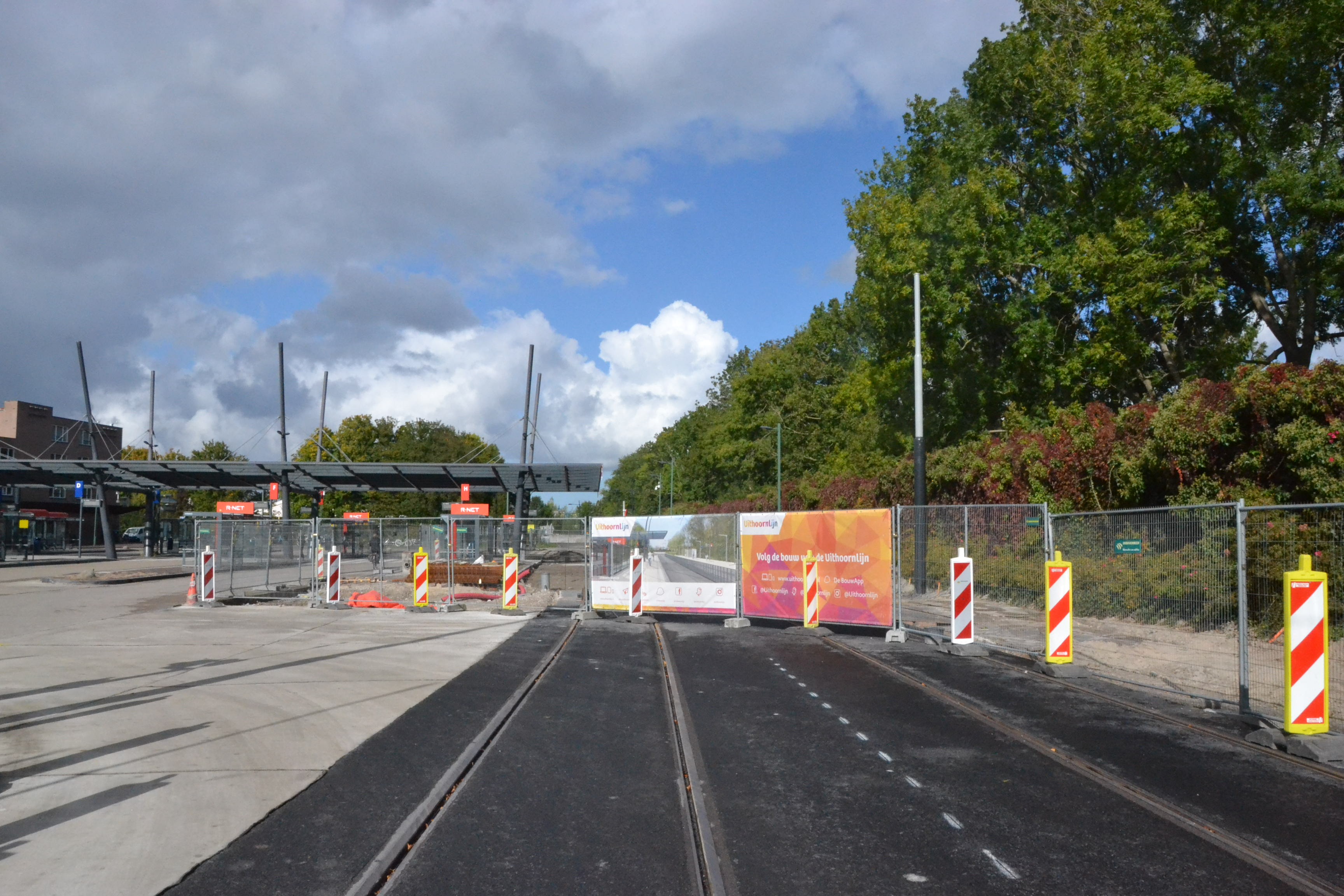
Het leggen van rails ter hoogte van de halte Uithoorn Station bij het busstation; oktober 2022.
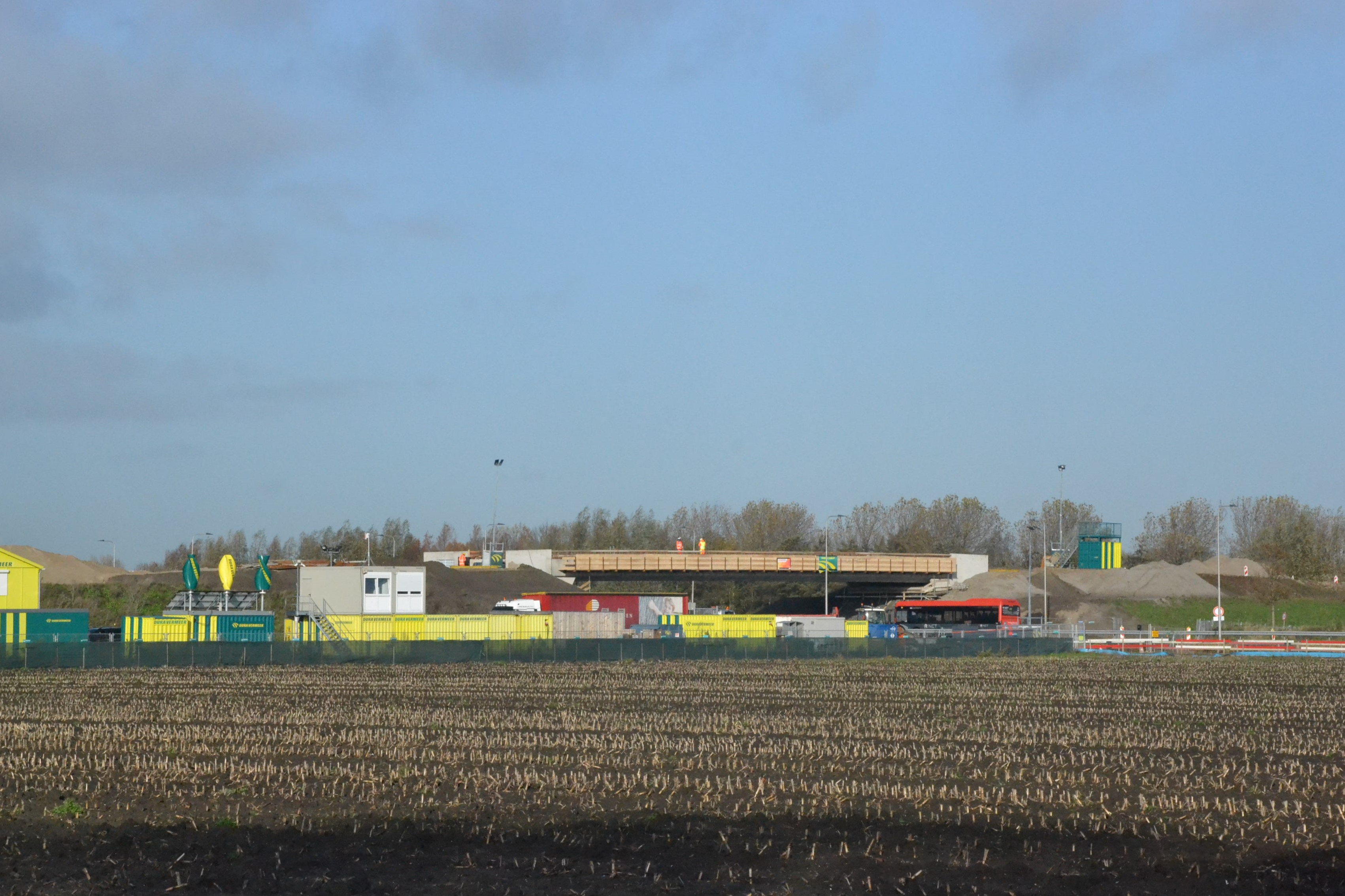
Bouw van het viaduct over de N201; november 2022.
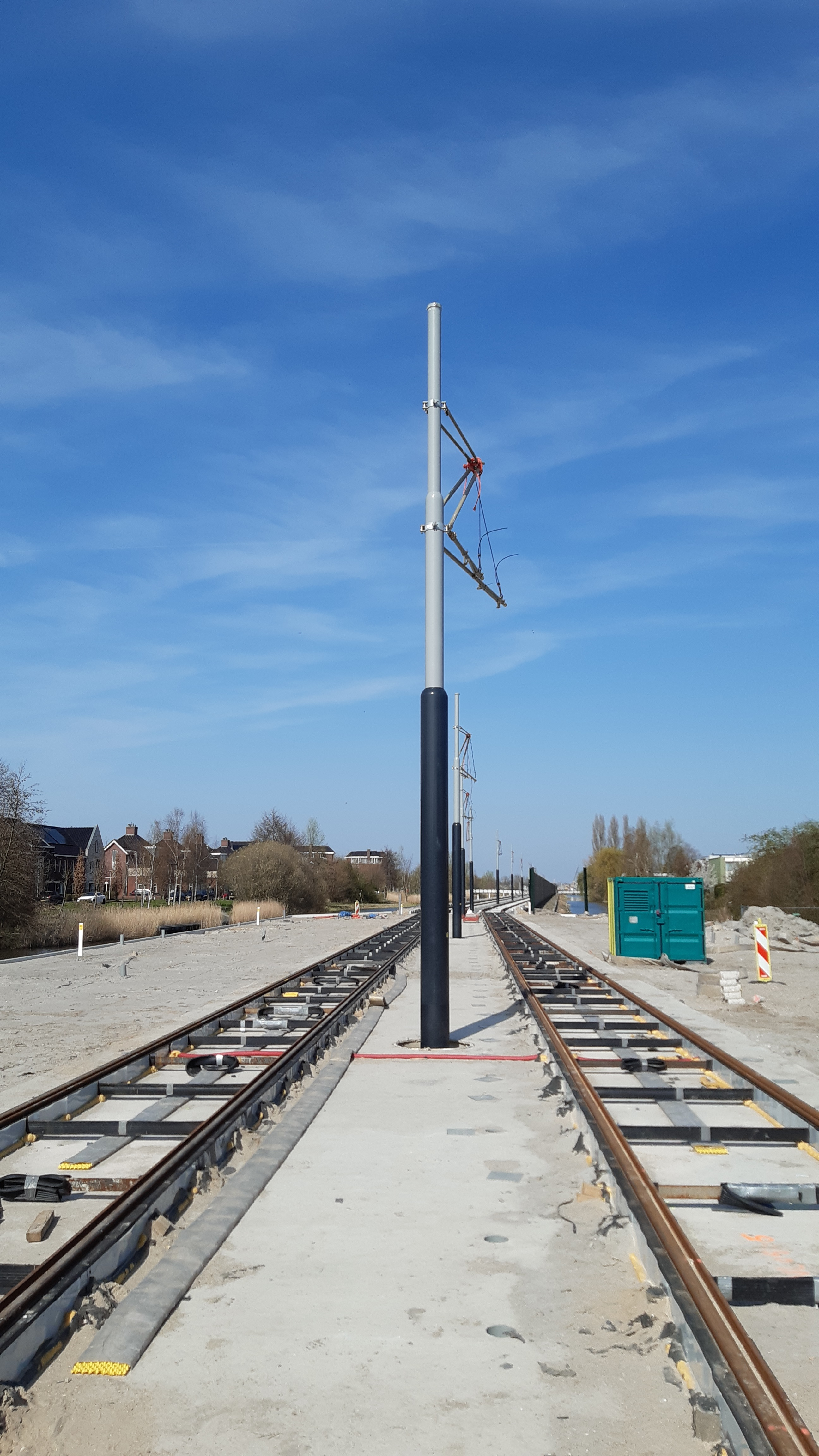
Aanleg van rails ter hoogte van de halte Aan de Zoom; april 2023.

### De Uithoornlijn in 2024

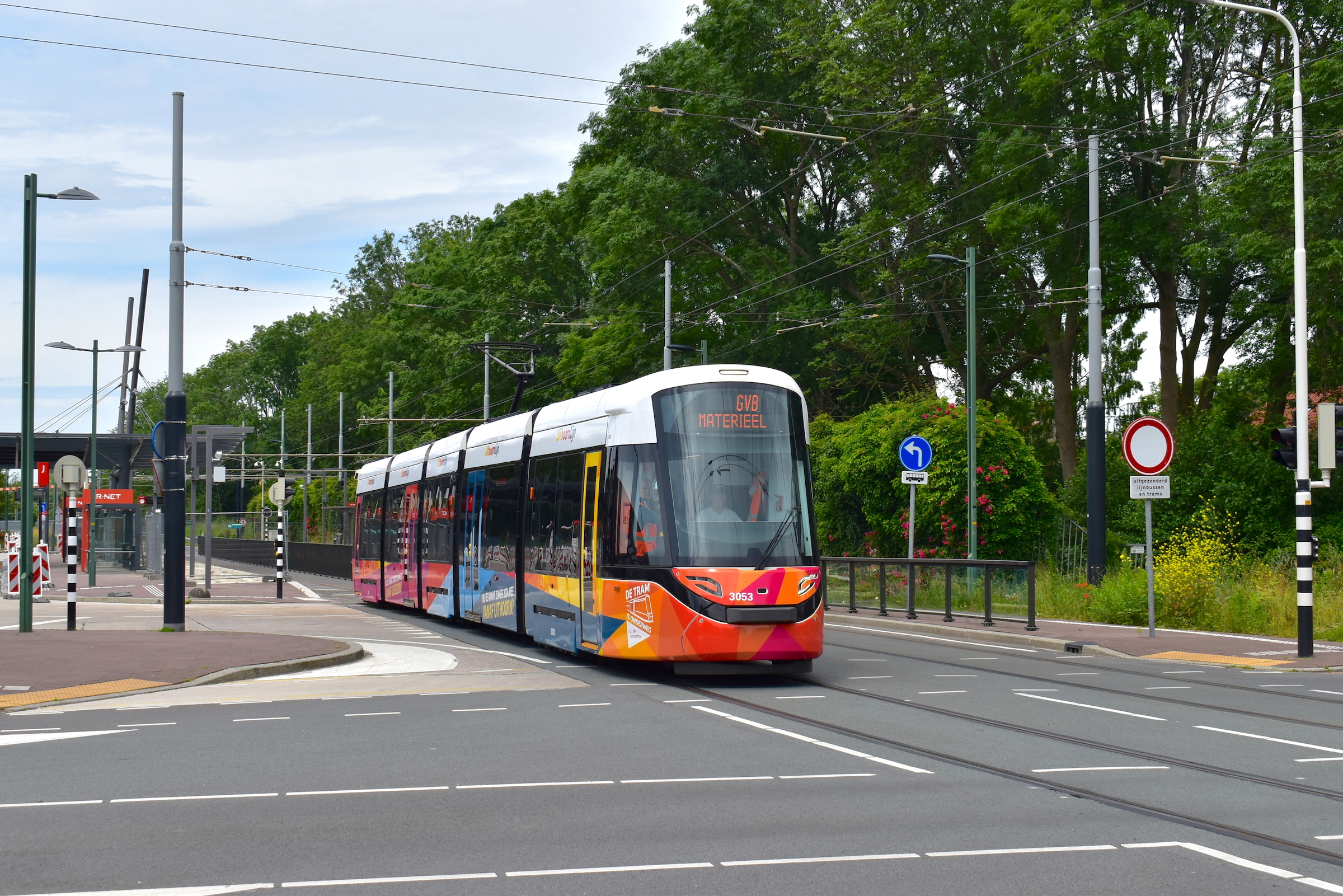
GVB 3063 in uitvoering 'Uithoornlijn' bij Busstation Uithoorn; 20 juni 2024.
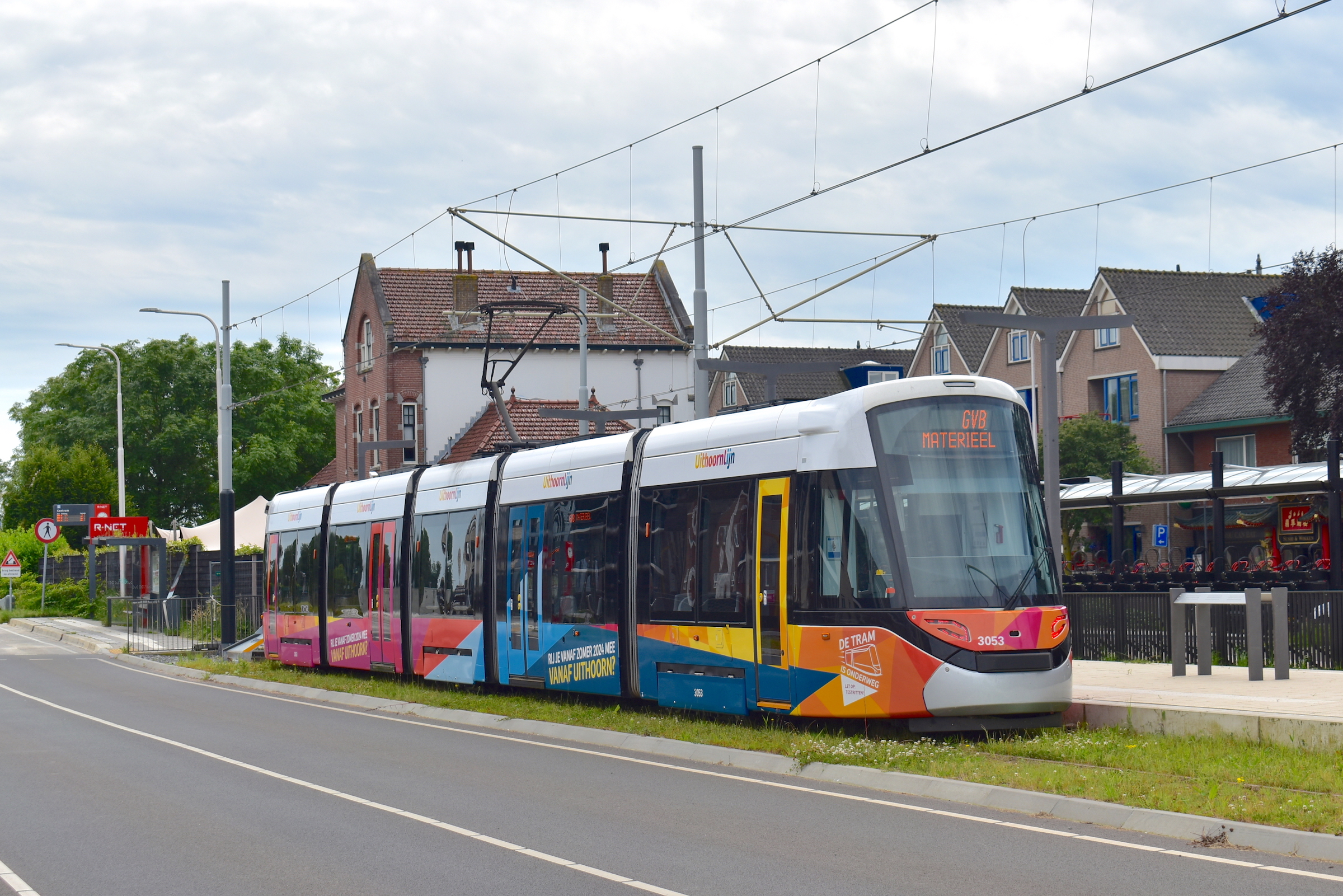
GVB 3063 in uitvoering 'Uithoornlijn' bij het eindpunt te Uithoorn. Op de achtergrond het oude Station Uithoorn; 20 juni 2024.
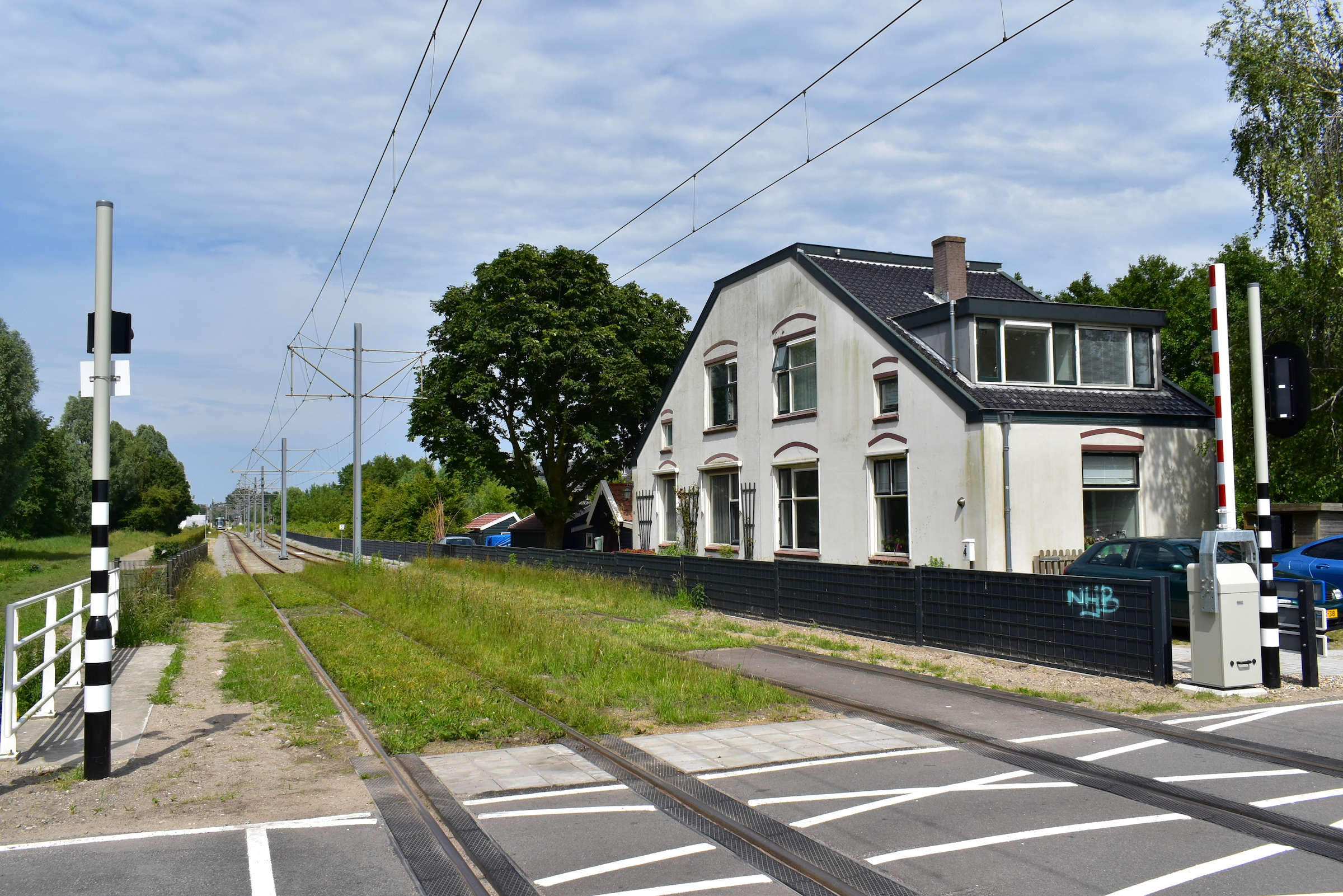
Baanwachterswoning 38A en 38B, J.C. van Hattumweg 4, langs de Amsteltram; een herinnering aan de vroegere spoorlijn Amsterdam – Uithoorn; 20 juni 2024.
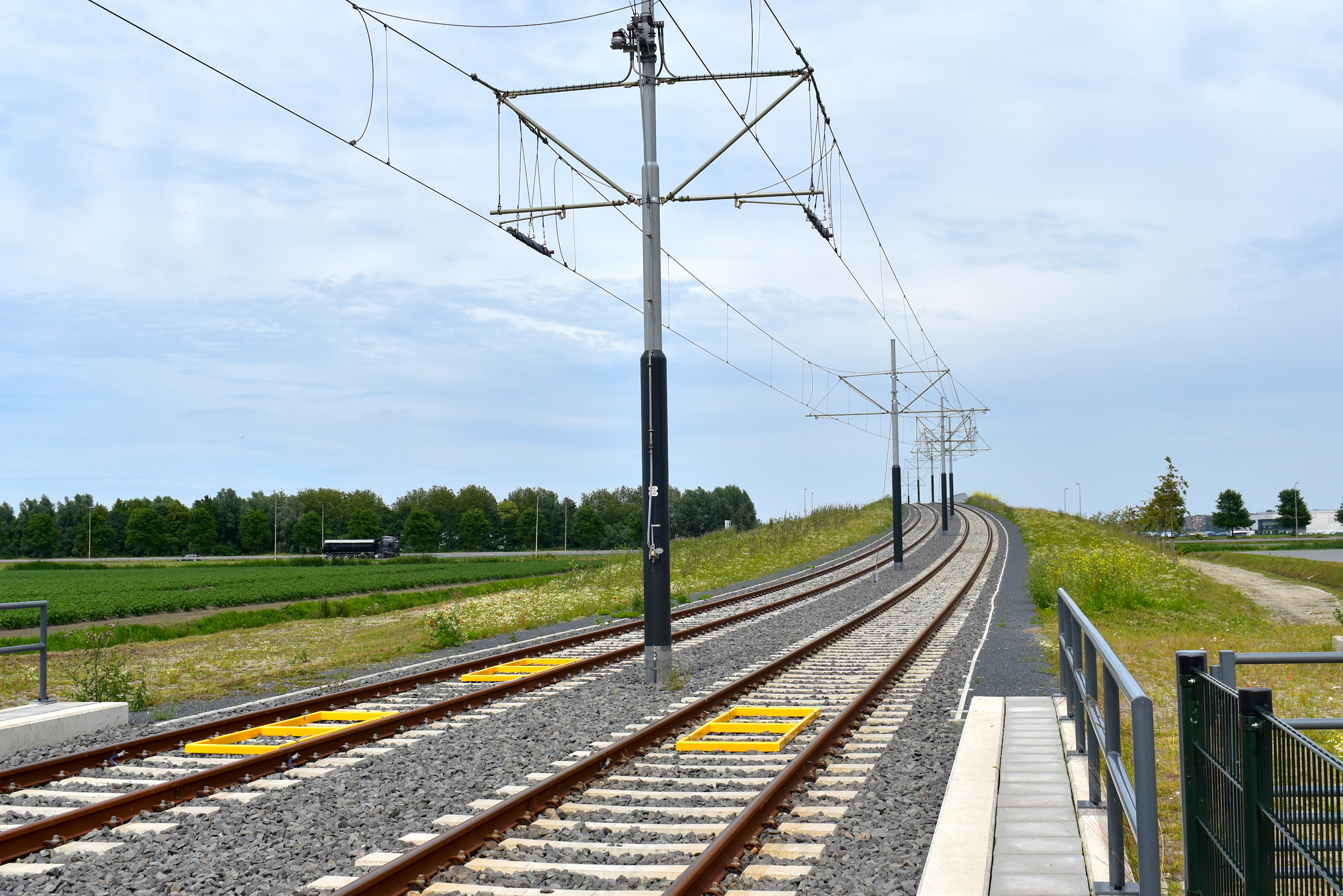
Nieuwe trambaan van de 'Amsteltram' ten noorden van Uithoorn; 20 juni 2024.